# Amstel Gold Race 1974
La 9e édition de la course cycliste, l'Amstel Gold Race a eu lieu le 13 avril 1974 et a été remportée par le Néerlandais Gerrie Knetemann.

## Classement final
| Pos. | Coureur             | Pays     | Équipe                         | Temps           |
| ---- | ------------------- | -------- | ------------------------------ | --------------- |
| 1.   | Gerrie Knetemann    | Pays-Bas | Gan-Mercier-Hutchinson         | 6 h 06 min 30 s |
| 2.   | Walter Planckaert   | Belgique | Watney-Maes                    | + 3 min 21 s    |
| 3.   | Walter Godefroot    | Belgique | Carpenter-Confortluxe-Flandria | + 3 min 21 s    |
| 4.   | Freddy Maertens     | Belgique | Carpenter-Confortluxe-Flandria | + 3 min 21 s    |
| 5.   | Staf van Roosbroeck | Belgique | M.i.c.-De Gribaldy-Ludo        | + 3 min 21 s    |
| 6.   | Gerard Vianen       | Pays-Bas | Gan-Mercier-Hutchinson         | + 3 min 21 s    |
| 7.   | Jan Krekels         | Pays-Bas | Tim Oil-Novy                   | + 3 min 21 s    |
| 8.   | Tino Tabak          | Pays-Bas | TI-Raleigh                     | + 3 min 21 s    |
| 9.   | Willy Teirlinck     | Belgique | Sonolor-Gitane                 | + 3 min 21 s    |
| 10.  | Herman Van Springel | Belgique | M.i.c.-De Gribaldy-Ludo        | + 3 min 21 s    |